# 青年布哈拉人
青年布哈拉人，是1908年发生在布哈拉埃米尔國的扎吉德运动。
他们很多方面都模仿青年土耳其黨人，主张暴力革命，1918年3月在塔什干苏维埃帮助下嘗試赶走埃米尔穆罕默德·阿里木，但失敗了。1920年再次進攻，這次成功了，红军取布哈拉成立布哈拉苏维埃人民共和国。1923年加入烏茲別克共產黨，大部分人执政至1936年大清洗为止。